# إيك كامب
إيك كامب (بالإنجليزية: Ike Kamp)‏ هو لاعب كرة قاعدة أمريكي، ولد في 5 سبتمبر 1900 في Roxbury, Boston ‏ في الولايات المتحدة، وتوفي في 25 فبراير 1955 في بوسطن في الولايات المتحدة.

## وصلات خارجية
- إيك كامب على موقعبيزبول رفرنس.كوم (الدوري الرئيسي) (الإنجليزية)
- إيك كامب على موقعبيزبول رفرنس.كوم (الدوري الثانوي) (الإنجليزية)